# Schloss Stockenroth
Das Schloss Stockenroth ist ein ehemaliges Schloss im heutigen Sparnecker Ortsteil Stockenroth im Landkreis Hof in Oberfranken. Es war Sitz des lokalen Adelsgeschlechtes der von Sparneck und später ein Amtssitz der Markgrafen von Brandenburg-Kulmbach.

## Schloss der Sparnecker
Das Schloss der Herren von Sparneck dürfte es schon im 14. Jahrhundert in Stockenroth gegeben haben.
In einer Fehde zerstörte Heinz von Lüchau das Stockenrother Schloss samt Nebengebäuden, nachdem zuvor Wolf von Sparneck in Hartungs eine Schäferei in Brand gesteckt hatte, bei dem 400 Schafe umgekommen sein sollen.
Die Sparnecker hatten den berüchtigten Raubritter Hans Thomas von Absberg unterstützt, was 1523 den Schwäbischen Bund auf den Plan rief, der viele Ritterburgen der Helfershelfer zerstörte, so auch die benachbarten Burgen der Sparnecker in ihrem Stammland, darunter die Burg Uprode, die Wasserburg Weißdorf, die Burg Sparneck und die Waldsteinburg. Da das Stockenrother Schloss einige Jahre zuvor einem Brand zum Opfer gefallen war, wurde es nicht angegriffen. Nachdem alle andere Burgen geschleift waren, errichteten die Sparnecker in Stockenroth das Schloss eiligst wieder.

## Markgräfliches Amtshaus
Nach dem Niedergang der Sparnecker richteten die Markgrafen im Jahre 1563 dort ein Amt ein und um das Jahr 1680 wurden die Ämter Münchberg, Stockenroth und Hallerstein zum Oberamt mit Münchberg-Stockenroth mit Sitz im Schloss Stockenroth zusammengefasst.
1731 verlegte der damalige Amtmann Johann Georg Hartung seinen Wohnsitz nach Sparneck zurück. Das Stockenrother Schloss fiel 1762 der Spitzhacke zum Opfer. Das Oberamt Münchberg-Stockenroth-Hallerstein wurde 1779 aufgelöst und der Landeshauptmannschaft Hof zugeschlagen.
Das Schloss Stockenroth und seine Ländereien waren bis Anfang des 19. Jahrhunderts Sitz einer Pferdezucht der Markgrafen und ab 1791, nach der Abdankung des letzten Markgrafen Christian Friedrich Karl Alexander, der Preußen.
Ende des 17. Jahrhunderts spielte das Schloss mit Hilfe des markgräflichen Amtmannes Andreas Hösch eine wesentliche Rolle bei der Einführung der Kartoffel als Nahrungsmittel in Deutschland. Die ersten Kartoffeln kamen vermutlich spätestens 1668 aus Pilgramsreuth nach Stockenroth und wurden dort feldmäßig angebaut.
Der Kartograph Johann Christoph Stierlein stellte 1816 eine erstmals sehr präzise Karte des Burgbereichs mit dem noch vorhandenen Bestand fertig.

## Die Anlage heute
Die Schlossanlage ist nur noch in Form von Geländespuren sichtbar. Deutlich erkennbar sind Grabenanlagen.